# Cynthia Erivo

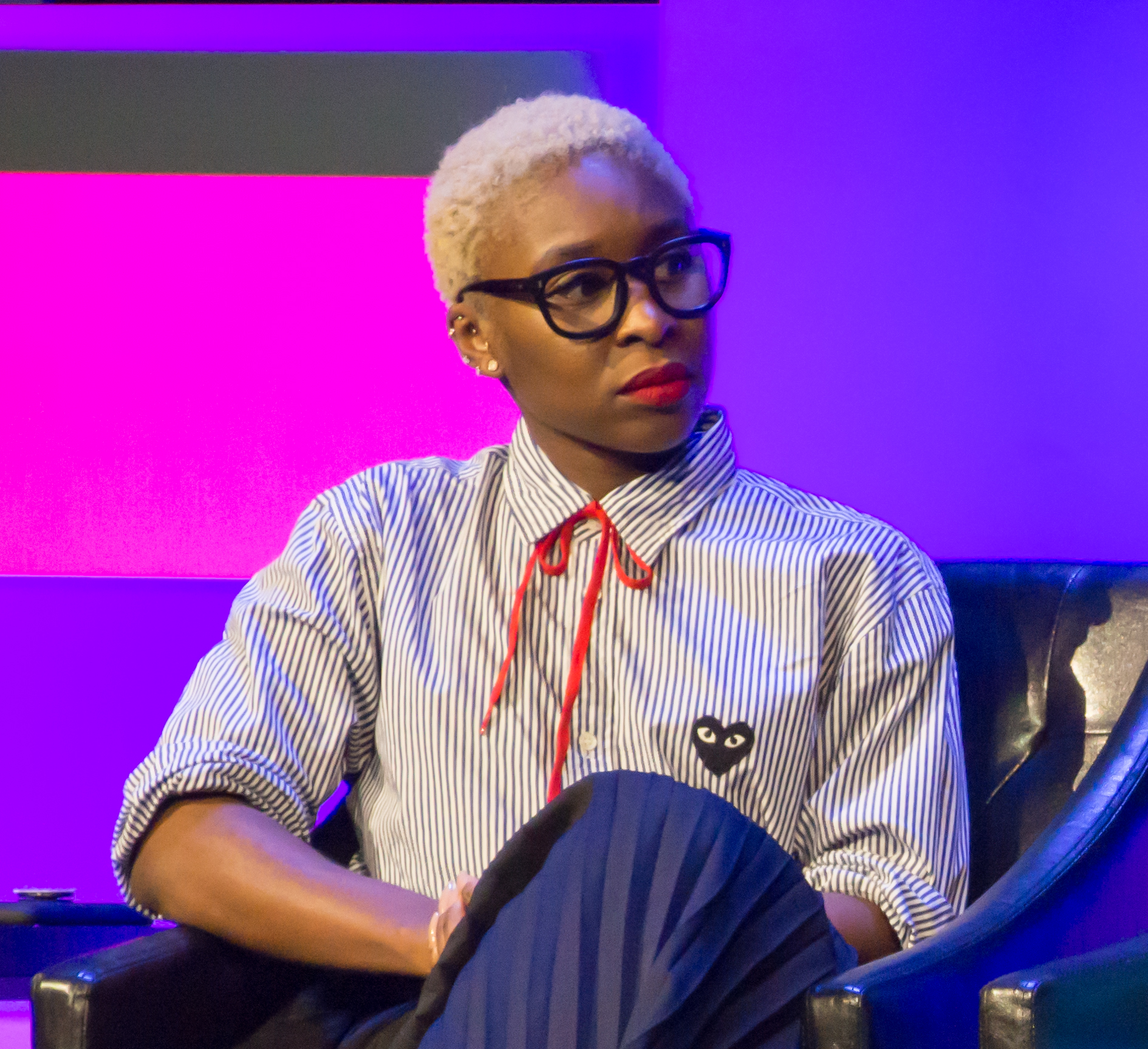
Cynthia Erivo (2018)

Cynthia Chinasaokwu Onyedinmanasu Amarachukwu Owezuke Echimino Erivo (* 8. Januar 1987 in London) ist eine britische Schauspielerin und Sängerin. Für ihre Darstellung der Celie im Broadway-Musical Die Farbe Lila wurde sie 2016 mit einem Tony Award und 2017 mit einem Grammy und einem Emmy ausgezeichnet. Für ihre Darstellung der Harriet Tubman im Historienfilm Harriet wurde sie 2020 für einen Golden Globe sowie einen Oscar als beste Hauptdarstellerin nominiert.

## Leben
Cynthia Erivo wurde als Tochter nigerianischer Eltern in London geboren und wuchs im Londoner Stadtteil Stockwell auf. Sie studierte an der Royal Academy of Dramatic Art (RADA) Schauspiel, das Studium schloss sie 2010 als Bachelor of Arts ab.

### Theater und Musical
Nach Abschluss des Studiums stand sie im Stück Marine Parade von Simon Stephens beim Brighton Festival 2010 auf der Bühne, am Theatre Royal Stratford East sang sie im Musical I Was Looking at the Ceiling and Then I Saw the Sky von John Adams. In der Bühnenfassung von Die Regenschirme von Cherbourg sang sie 2011 die Rolle der Madeleine. Es folgte ein Engagement im Musical Sister Act, wo sie als Deloris Van Cartier / Sister Mary Clarence auf der Bühne stand.
2013 sang sie am West-End-Theater Menier Chocolate Factory in der Musicaladaption des Romans Die Farbe Lila die Rolle der Celie. In der Uraufführung des Musicals I Can’t Sing! The X Factor Musical von Harry Hill am London Palladium sang sie 2014 die weibliche Hauptrolle Chenice, neben Nigel Harman in der Rolle von Simon Cowell.
Im Dezember 2015 feierte sie als Celie in The Color Purple am Bernard B. Jacobs Theatre am Broadway in New York City neben Jennifer Hudson als Shug Avery und Danielle Brooks als Sofia Premiere. Für ihre Darstellung wurde sie 2016 mit einem Tony Award in der Kategorie Beste Hauptdarstellerin in einem Musical geehrt und erhielt 2017 einen Creative Arts Daytime Emmy Award in der Kategorie Outstanding Musical Performance in a Daytime Program. Für die Aufnahme wurde sie außerdem im Rahmen der Grammy Awards 2017 in der Kategorie Best Musical Theater Album ausgezeichnet.

### Film und Fernsehen
Erste Episodenrollen hatte sie in Fernsehserien wie Chewing Gum (2015), Mr Selfridge sowie The Tunnel – Mord kennt keine Grenzen (The Tunnel) (2016).
Ihre Kinodebüt gab sie 2018 mit dem Thriller Widows – Tödliche Witwen (Widows) von Steve McQueen, wo sie neben Viola Davis, Elizabeth Debicki und Michelle Rodríguez die Rolle des Kindermädchens Belle verkörperte. Für ihre Darstellung der Darlene Sweet im US-amerikanischen Mystery-Thriller Bad Times at the El Royale von Drew Goddard war sie 2019 im Rahmen der London Critics’ Circle Film Awards in der Kategorie Beste Nebendarstellerin nominiert.
Für den Historienfilm Harriet von Kasi Lemmons stand sie in der Titelrolle der Fluchthelferin Harriet Tubman vor der Kamera. Ihre darstellerische Leistung brachte ihr unter anderem bei der Oscarverleihung 2020 eine Nominierung in der Kategorie Beste Hauptdarstellerin ein. Außerdem drehte sie für den Science-Fiction-Film Chaos Walking von Doug Liman, wo sie die Rolle der Hildy verkörperte. In der HBO-Miniserie The Outsider basierend auf dem Roman Der Outsider von Stephen King übernahm sie die Rolle der Holly Gibney.
Ende Juni 2020 wurde Erivo ein Mitglied der Academy of Motion Picture Arts and Sciences. Im Juli 2020 wurde bekannt, dass sie im Musical-Film Talent Show unter der Regie von Gandja Monteiro die Hauptrolle übernehmen soll.
2021 wurde sie als Jurymitglied für das 37. Sundance Film Festival berufen. In der im Juni 2021 veröffentlichten dritten Staffel der Anthologie-Serie Genius über das Leben von Aretha Franklin verkörperte sie die Hauptrolle. Im selben Jahr wurde sie in die Wettbewerbsjury der 78. Filmfestspiele von Venedig berufen. Für die Verfilmung des Musicals Wicked von Regisseur Jon M. Chu wurde sie neben Ariana Grande als Hexe Glinda für die Rolle der Hexe Elphaba besetzt. Der erste Teil wurde 2024 veröffentlicht, der zweite Wicked: Teil 2 soll 2025 erscheinen.
Im September 2021 veröffentlichte Erivo ihr Debütalbum Ch. 1 Vs. 1. Im Juni 2021 erschien daraus die Single The Good zusammen mit einem Musikvideo von Mollie Mills. Weiterhin sang sie auf Jeff Goldblums Album Still Blooming (2025).
Für die Verleihung der Tony Awards 2025 wurde sie als Moderatorin ausgewählt.

## Filmografie (Auswahl)
- 2015: Chewing Gum (Fernsehserie, Episode 1x06)
- 2016: Mr Selfridge (Fernsehserie, 2 Episoden)
- 2016: The Tunnel – Mord kennt keine Grenzen (The Tunnel, Fernsehserie, Episode 2x03)
- 2018: Widows – Tödliche Witwen (Widows)
- 2018: Bad Times at the El Royale
- 2017, 2019: Broad City (Fernsehserie, 2 Episoden)
- 2019: Live From Lincoln Center – Cynthia Erivo in Concert
- 2019: Harriet – Der Weg in die Freiheit (Harriet)
- 2020: The Outsider (Fernsehserie, 8 Episoden)
- 2021: Chaos Walking
- 2021: Genius (Fernsehserie, 8 Episoden)
- 2021: Needle in a Timestack
- 2022: Roar (Miniserie, Episode 1x04)
- 2022: Pinocchio (Synchronstimme von Die blaue Fee)
- 2023: Drift
- 2023: Luther: The Fallen Sun
- 2024: Wicked
- 2025: Poker Face (Fernsehserie, Episode 2x01)

## Diskografie

### Studioalben
| Jahr | Titel Musiklabel                       | Höchstplatzierung, Gesamtwochen, AuszeichnungChartsChartplatzierungen (Jahr, Titel, Musiklabel, Platzierungen, Wochen, Auszeichnungen, Anmerkungen) | Anmerkungen                             |
| Jahr | Titel Musiklabel                       | US | Anmerkungen                             |
| ---- | -------------------------------------- | --- | --------------------------------------- |
| 2021 | Ch. 1 Vs. 1 Verve                      | — | Erstveröffentlichung: 7. September 2021 |
| 2025 | I Forgive You Verve / Republic Records | US165 (1 Wo.)US | Erstveröffentlichung: 6. Juni 2025      |

### Gemeinschaftsalben
- 2015: Cynthia Erivo and Oliver Tompsett Sing Scott Alan (mit Oliver Tompsett & Scott Alan)

### Soundtracks
| Jahr | Titel Musiklabel                | Höchstplatzierung, Gesamtwochen, AuszeichnungChartplatzierungen (Jahr, Titel, Musiklabel, Platzierungen, Wochen, Auszeichnungen, Anmerkungen) | Höchstplatzierung, Gesamtwochen, AuszeichnungChartplatzierungen (Jahr, Titel, Musiklabel, Platzierungen, Wochen, Auszeichnungen, Anmerkungen) | Höchstplatzierung, Gesamtwochen, AuszeichnungChartplatzierungen (Jahr, Titel, Musiklabel, Platzierungen, Wochen, Auszeichnungen, Anmerkungen) | Höchstplatzierung, Gesamtwochen, AuszeichnungChartplatzierungen (Jahr, Titel, Musiklabel, Platzierungen, Wochen, Auszeichnungen, Anmerkungen) | Höchstplatzierung, Gesamtwochen, AuszeichnungChartplatzierungen (Jahr, Titel, Musiklabel, Platzierungen, Wochen, Auszeichnungen, Anmerkungen) | Anmerkungen                                                                    |
| Jahr | Titel Musiklabel                | DE | AT | CH | UK | US | Anmerkungen                                                                    |
| ---- | ------------------------------- | --- | --- | --- | --- | --- | ------------------------------------------------------------------------------ |
| 2024 | Wicked Interscope Records (UMG) | DE16 (12 Wo.)DE | AT6 (12 Wo.)AT | CH29 (9 Wo.)CH | UK— GoldUK | US2 (… Wo.)US | Erstveröffentlichung: 22. November 2024 Verkäufe: + 100.000; mit Ariana Grande |

### EPs
2020: She Is Risen, Vol. 2 (mit Morgan James, Shoshana Bean, Debbie Gravitte, Bryonha Marie Parham, Ellyn Marie Marsh, Ann Harada, Tamika Lawrence, Bridget Everett, Marva Hicks, Eden Espinosa und A Broader Way Choir)

### Singles
| Jahr | Titel Album                  | Höchstplatzierung, Gesamtwochen, AuszeichnungChartplatzierungen (Jahr, Titel, Album, Platzierungen, Wochen, Auszeichnungen, Anmerkungen) | Höchstplatzierung, Gesamtwochen, AuszeichnungChartplatzierungen (Jahr, Titel, Album, Platzierungen, Wochen, Auszeichnungen, Anmerkungen) | Anmerkungen                                                                  |
| Jahr | Titel Album                  | UK | US | Anmerkungen                                                                  |
| --- | ---------------------------- | --- | --- | ---------------------------------------------------------------------------- |
| 2025 | Defying Gravity Wicked       | UK7 Silber · (13 Wo.)UK | US44 (10 Wo.)US | Erstveröffentlichung: 21. März 2025 Verkäufe: + 200.000; feat. Ariana Grande |
| Folgende Lieder erschienen nicht als Single, wurden aber durch das Album zum Download und Streaming bereitgestellt und konnten somit eine Platzierung erlangen: |                              | | |                                                                              |
| |                              | | |                                                                              |
| 2025 | What Is This Feeling? Wicked | UK16 Silber · (11 Wo.)UK | US62 (5 Wo.)US | Verkäufe: + 200.000; mit Ariana Grande                                       |
| 2025 | The Wizard and I Wicked      | — | US92 (1 Wo.)US | mit Michelle Yeoh                                                            |

Weitere Singles
- 2014: Fly Before You Fall
- 2018: God Only Knows (feat.yMusic)
- 2019: Stand Up (mit Shoshana Bean)
- 2021: The Good
- 2021: Glowing Up
- 2025: Replay
- 2025: Worst of Me

## Auszeichnungen und Nominierungen
BET Awards
- 2020: Nominierung in der Kategorie Beste Schauspielerin für Harriet[25]

British Academy Film Awards
- 2019: Nominierung für den Rising Star Award[26]
- 2025: Nominierung in der Kategorie Beste Hauptdarstellerin für Wicked

Critics’ Choice Movie Awards
- 2020: Nominierung in der Kategorie Beste Hauptdarstellerin für Harriet[27]
- 2025: Nominierung in der Kategorie Beste Hauptdarstellerin für Wicked[28]

Critics’ Choice Television Award
- 2021: Nominierung in der Kategorie Beste Nebendarstellerin in einer Dramaserie für The Outsider[29]
- 2022: Nominierung in der Kategorie Beste Hauptdarstellerin in einem Fernsehfilm oder einer Miniserie für Genius[30]

Daytime Emmy Award
- 2017: Auszeichnung in der Kategorie Outstanding Musical Performance in a Daytime Program[3][31]

Golden Globe Awards
- 2020: Nominierung in der Kategorie Beste Hauptdarstellerin – Drama für Harriet
- 2020: Nominierung in der Kategorie Bester Filmsong für Stand Up[32]
- 2022: Nominierung in der Kategorie Beste Hauptdarstellerin – Miniserie oder Fernsehfilm für Genius: Aretha[33]
- 2025: Nominierung in der Kategorie Beste Hauptdarstellerin – Komödie oder Musical für Wicked

Grammy Awards
- 2017: Auszeichnung in der Kategorie Best Musical Theater Album für The Color Purple
- 2021: Nominierung in der Kategorie Best Song Written for Visual Media für Stand Up

Hasty Pudding Theatricals
- 2025: Woman of the Year[34][35]

Hollywood Film Awards
- 2019: Auszeichnung mit dem Hollywood Breakout Actress Award für Harriet[36]

London Critics’ Circle Film Award
- 2019: Nominierung als Beste Nebendarstellerin für Bad Times at the El Royale

NAACP Image Award
- 2022: Nominierung in der Kategorie Bester Newcomer[37]
- 2022: Nominierung in der Kategorie Beste Darstellerin – Fernsehfilm/Miniserie für Genie: Aretha[37]
- 2025: Nominierung in der Kategorie Beste Hauptdarstellerin für Wicked
- 2025: Nominierung in der Kategorie Entertainer of the Year

Nickelodeon Kids’ Choice Awards
- 2025: Nominierung in der Kategorie Lieblings-Film-Schauspielerin für Wicked

Online Film Critics Society Awards
- 2024: Nominierung in der Kategorie Beste Hauptdarstellerin für Wicked

Oscarverleihung
- 2020: Nominierung in der Kategorie Beste Hauptdarstellerin für Harriet[4]
- 2020: Nominierung in der Kategorie Bester Filmsong für Stand Up
- 2025: Nominierung in der Kategorie Beste Hauptdarstellerin für Wicked

Primetime-Emmy
- 2021: Nominierung in der Kategorie Beste Hauptdarstellerin – Miniserie oder Fernsehfilm für Genius: Aretha[38]

Satellite Awards
- 2019: Nominierung in der Kategorie Beste Hauptdarstellerin – Drama für Harriet[39]
- 2021: Nominierung in der Kategorie Beste Darstellerin in einer Miniserie oder einem Fernsehfilm für Genius: Aretha[40]

Saturn Award
- 2019: Nominierung in der Kategorie Beste Nebendarstellerin für Bad Times at the El Royale[41]
- 2021: Nominierung in der Kategorie Beste TV-Nebendarstellerin für The Outsider[42]

Screen Actors Guild Awards
- 2020: Nominierung in der Kategorie Beste Hauptdarstellerin für Harriet
- 2022: Nominierung in der Kategorie Beste Darstellerin in einem Fernsehfilm oder Miniserie für Genius: Aretha[43]
- 2025: Nominierung in der Kategorie Beste Hauptdarstellerin für Wicked

Tony Awards
- 2016: Auszeichnung in der Kategorie Beste Hauptdarstellerin in einem Musical für The Color Purple